# Holi (Lahewa)
Holi is een bestuurslaag in het regentschap Nias Utara van de provincie Noord-Sumatra, Indonesië. Holi telt 1100 inwoners (volkstelling 2010).